# Arcos (Hiszpania)
Arcos – gmina w Hiszpanii, w prowincji Burgos, w Kastylii i León, o powierzchni 31,44 km². W 2011 roku gmina liczyła 1410 mieszkańców.